# العمل المتنقل

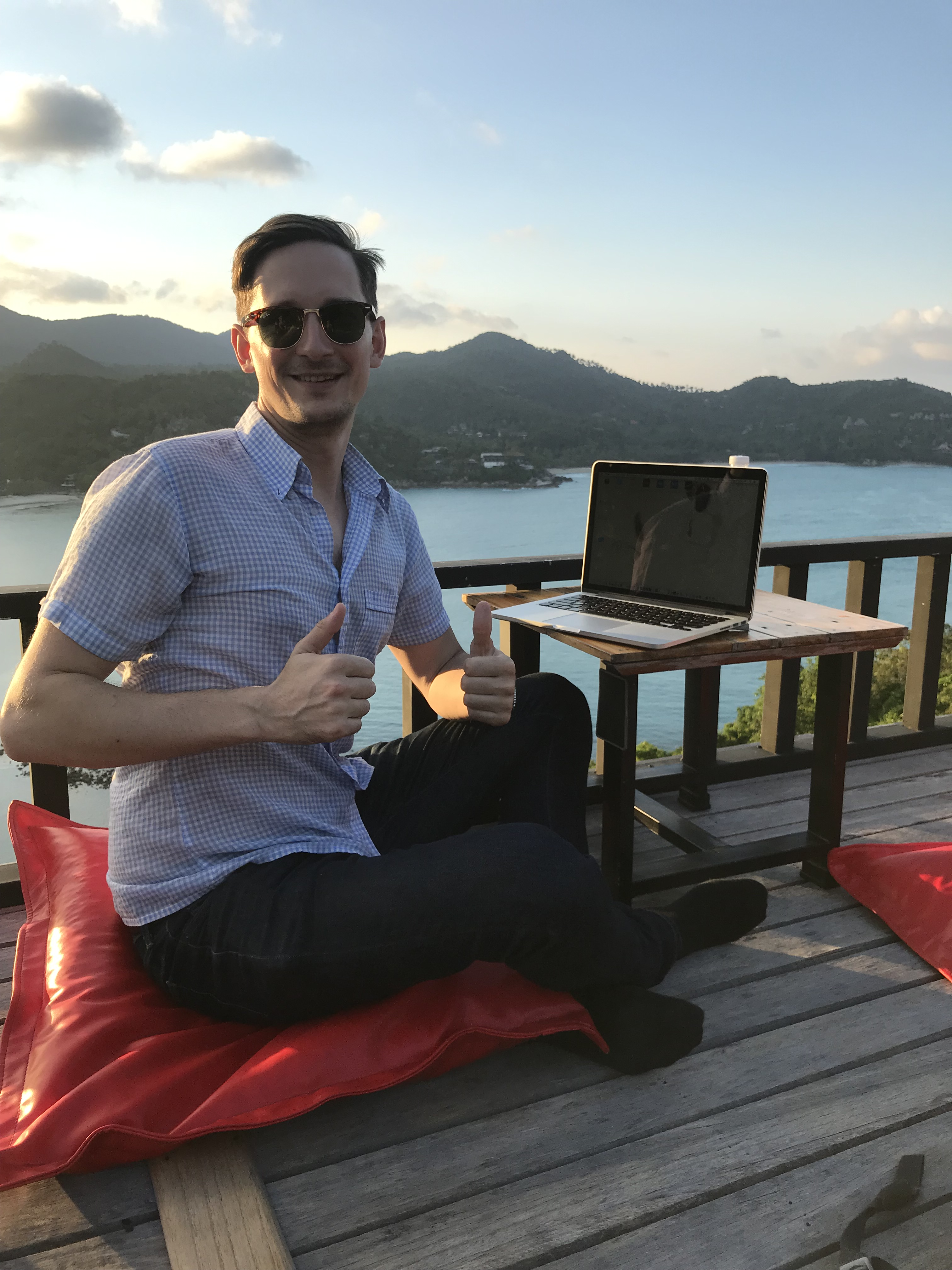

استعمال وسائل الاتصال لكسب المال  من الطرائق الحديثة للعمل عن بعد. والعمال المتنقلون مثل العمال المستقلين لا يجب عليهم الحضور إلى مكان العمل بخلاف أصحاب الوظائف المعروفة.
بدئت أسبانيا في تطبيق فيزا العمل المتنقل او ما يعرف بفيزا البدو الرقميون في عام 2023.